# جاناتان اوسوریو
جاناتان اوسوریو (انگلیسی: Jonathan Osorio؛ زادهٔ ۱۲ ژوئن ۱۹۹۲) بازیکن فوتبال اهل کانادا است.
از باشگاه‌هایی که در آن بازی کرده‌است می‌توان به باشگاه فوتبال تورنتو اشاره کرد.
وی همچنین در تیم‌های ملی فوتبال کانادا بازی کرده‌است.